# 日本高速フェリー
日本高速フェリー（にっぽんこうそくフェリー 英：Nippon Kosoku Ferry Co.,Ltd）は、かつて日本に存在した海運会社。

## 概要
1970年、照国郵船（現・マリックスライン）の事業拡充計画の一環として検討されていた南九州から本州への長距離フェリー部門を独立させ設立。豪華な設備を施した長距離フェリー「さんふらわあ」シリーズを運航していた。海運不況および「さんふらわあ」「クイーンコーラル」シリーズの過大な投資負担による照国郵船の倒産に伴い1976年に来島どっくの傘下となる。1990年時点で累積赤字160億円を抱え、日本沿海フェリー（同年にブルーハイウェイラインに社名変更）に航路の営業権を譲渡して会社は解散した。

## 沿革
- 1969年6月 - 照国グループ総帥の中川喜次郎が、川崎重工業に「国際級の豪華船」の設計を打診する
- 1970年5月1日 - 照国郵船の子会社として、日本高速フェリー（資本金3億円）を設立[5]。当初は東京都中央区に本社を置いた[2]。
- 1971年1月26日 - さんふらわあ型1番船「さんふらわあ」が、川崎重工業神戸工場にて起工。
- 1972年
  - 1月18日 - 「さんふらわあ」竣工。
  - 2月1日 - 「さんふらわあ」名古屋 - 高知 - 鹿児島航路に就航[6]。
  - 5月17日 - 2番船「さんふらわあ2」川崎重工業神戸工場で竣工。

「さんふらわあ」と同型であり、進水時の船名は「さんらいず」であったが改名され、3番船以降も「“さんふらわあ”+数字」の名が使われることになった。
  - 5月28日 - 「さんふらわあ2」名古屋 - 高知 - 鹿児島航路に就航し、同航路は3日に2便の運航となる。
- 1973年
  - 3月3日 - 3番船「さんふらわあ5」来島どっく大西工場で竣工。
  - 3月21日 - 「さんふらわあ5」東京 - 高知航路に就航[6]。
  - 6月25日 - 4番船「さんふらわあ8」来島どっく大西工場で竣工。
  - 10月 - 第1次石油ショックが勃発。
- 1974年
  - 7月4日 - 「さんふらわあ8」東京 - 高知航路に就航。デイリー運航になるとともに、翌5日から那智勝浦寄港を開始。
  - 9月9日 - 5番船「さんふらわあ11」来島どっく大西工場で竣工。
  - 10月1日 - 「さんふらわあ11」大阪 - 鹿児島航路に就航、2日に1便の運航[6]。
- 1975年
  - 9月2日 - 日本高速フェリーの親会社である照国海運が、海運不況や内航船の過大投資負担による経営の行き詰まりから430億円の負債を抱えて倒産。

日本高速フェリーは創業以来一度も黒字になることはなく、わずか5年間で累積赤字は95億円に達した（この時点での資本金は36億円だったので、その3倍近くの欠損金を出していたことになる）。
  - 9月30日 - 大阪 - 鹿児島航路に就航している「さんふらわあ11」を70億円で来島どっくに売却し、チャーターバックして航路の維持を図る。
- 1976年
  - 5月 - 日本高速フェリーの主要株主である来島どっくが支援に乗り出し、来島グループの傘下になる。「さんふらわあ」を係船し、3航路に1隻ずつを就航する縮小体制。
  - 10月 - 「さんふらわあ2」も係船。東京 - 那智勝浦 - 高知航路に「さんふらわあ8」、名古屋 - 高知 - 鹿児島航路に「さんふらわあ5」、大阪 - 鹿児島航路に「さんふらわあ11」を配船。
  - 11月15日 - 「さんふらわあ」「さんふらわあ2」が、商船三井系の海運会社である大洋フェリーに64億円で売却（これに伴う大洋フェリーの債務は商船三井が保証）。
- 1977年2月1日 - 大阪 - 鹿児島航路、志布志寄港を開始。
- 1978年3月31日 - 名古屋 - 高知 - 鹿児島航路の運航を休止。「さんふらわあ5」を係船。
- 1979年4月2日 - 休止中だった名古屋 - 高知 - 鹿児島航路を廃止。
- 1981年
  - 8月7日 - 係船中だった「さんふらわあ5」が大阪 - 志布志 - 鹿児島航路に就航、「さんふらわあ11」との2隻でデイリー運航を開始。
  - 9月 - 「さんふらわあ11」に内装を中心とした改装工事を実施。13,575総トンに。
  - 12月 - 「さんふらわあ5」に内装を中心とした改装工事を実施。13,322総トンに。
- 1982年
  - 4月 - 関西汽船・日本カーフェリーとともに船腹調整案に合意、大阪 - 志布志 - 鹿児島航路を日曜・祝日休航で縮小する方針とした[7]
  - 7月 - 「さんふらわあ8」に内装を中心とした改装工事を実施。12,771総トンに。1981年のさんふらわあ11から続いた3隻の改装工事は、いずれも来島どっくで行われた。
- 1984年2月 - 日本高速フェリーが36億円の資本金を98%減資し、7,200万円に。「さんふらわあ5」「さんふらわあ8」の2隻を来島どっくに売却し、チャーターバックして運航。
- 1986年6月9日 - 大阪 - 志布志 - 鹿児島航路のうち、志布志 - 鹿児島間を繁忙期のみの運航に変更[8]。
- 1989年10月12日 - 東京-那智勝浦-高知航路の日本沿海フェリーへの営業譲渡に合意[9]。
- 1990年
  - 1月1日 - 日本沿海フェリーに東京 - 那智勝浦 - 高知航路の営業権を譲渡。「さんふらわあ8」移籍[9]。
  - 8月31日 - 大阪-志布志-鹿児島航路の日本沿海フェリーへの営業譲渡契約を締結[9]。
  - 11月1日 - ブルーハイウェイライン（元・日本沿海フェリー）に大阪 - 志布志 - 鹿児島航路の営業権を譲渡。「さんふらわあ5」「さんふらわあ11」移籍、清算会社となる[9]。
- 1991年8月 - 会社解散[9]。

## 運航していた船舶
- さんふらわあ

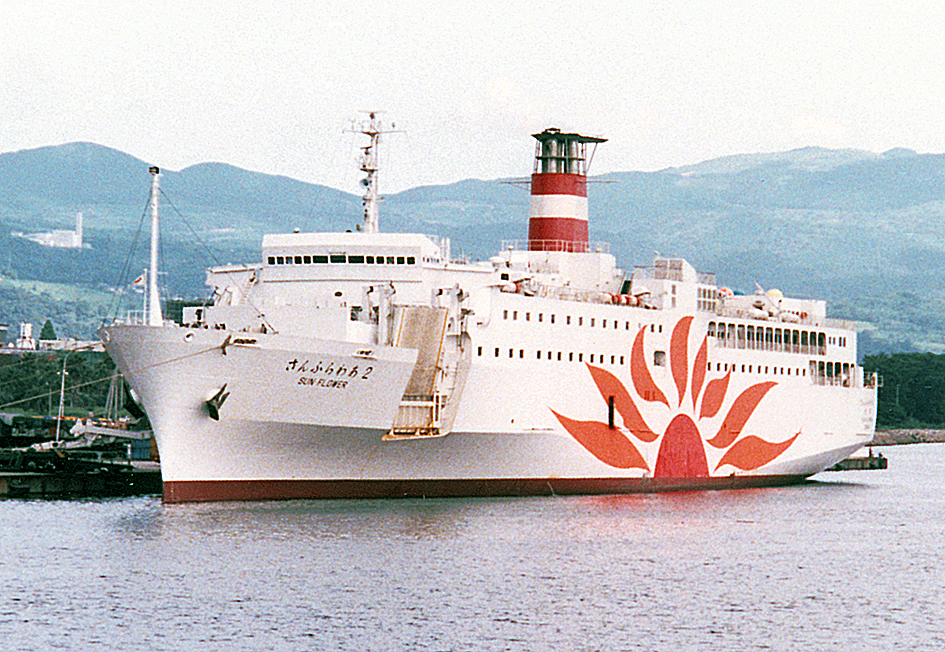
さんふらわあ2（関西汽船時代）

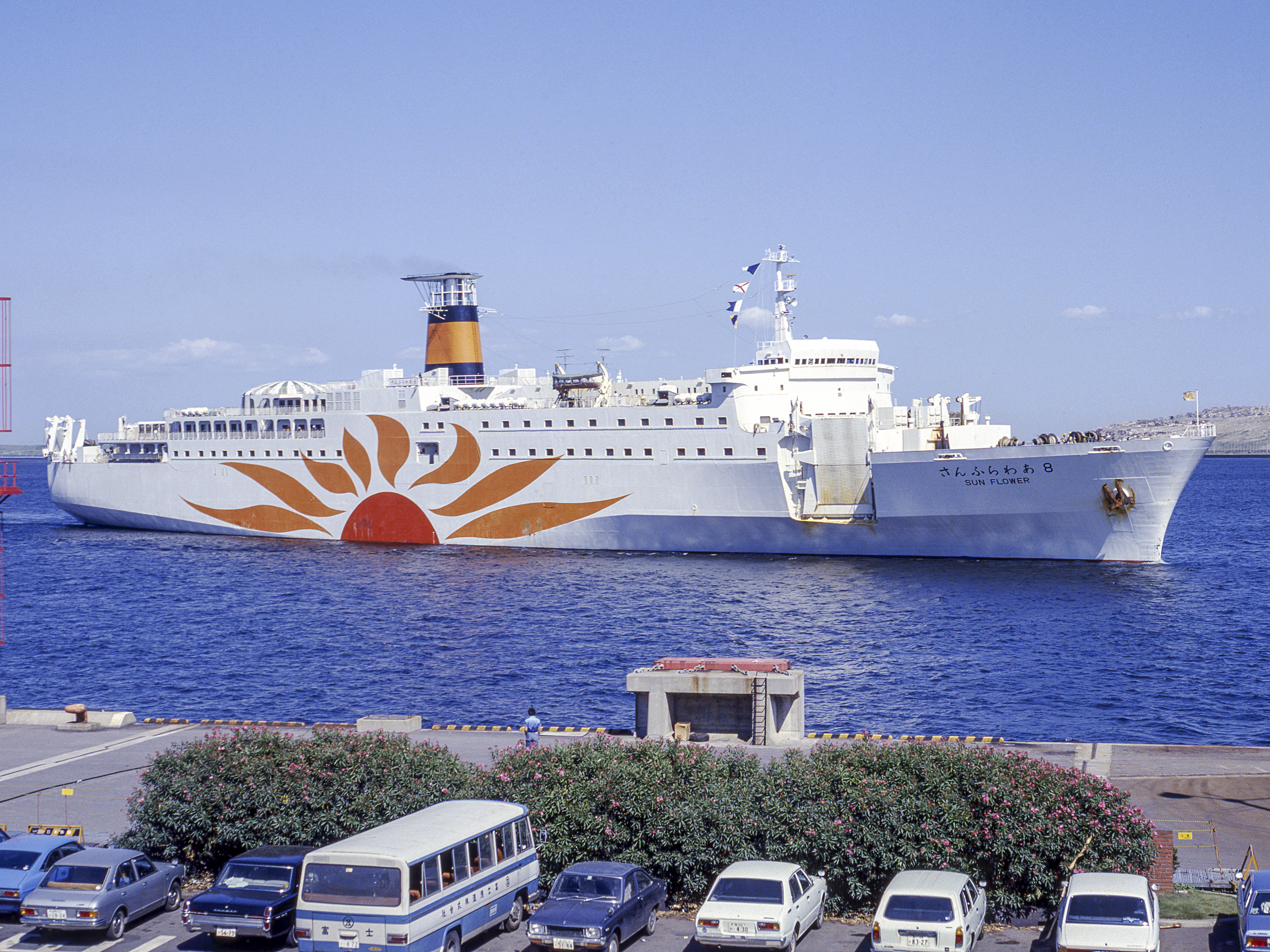
さんふらわあ8

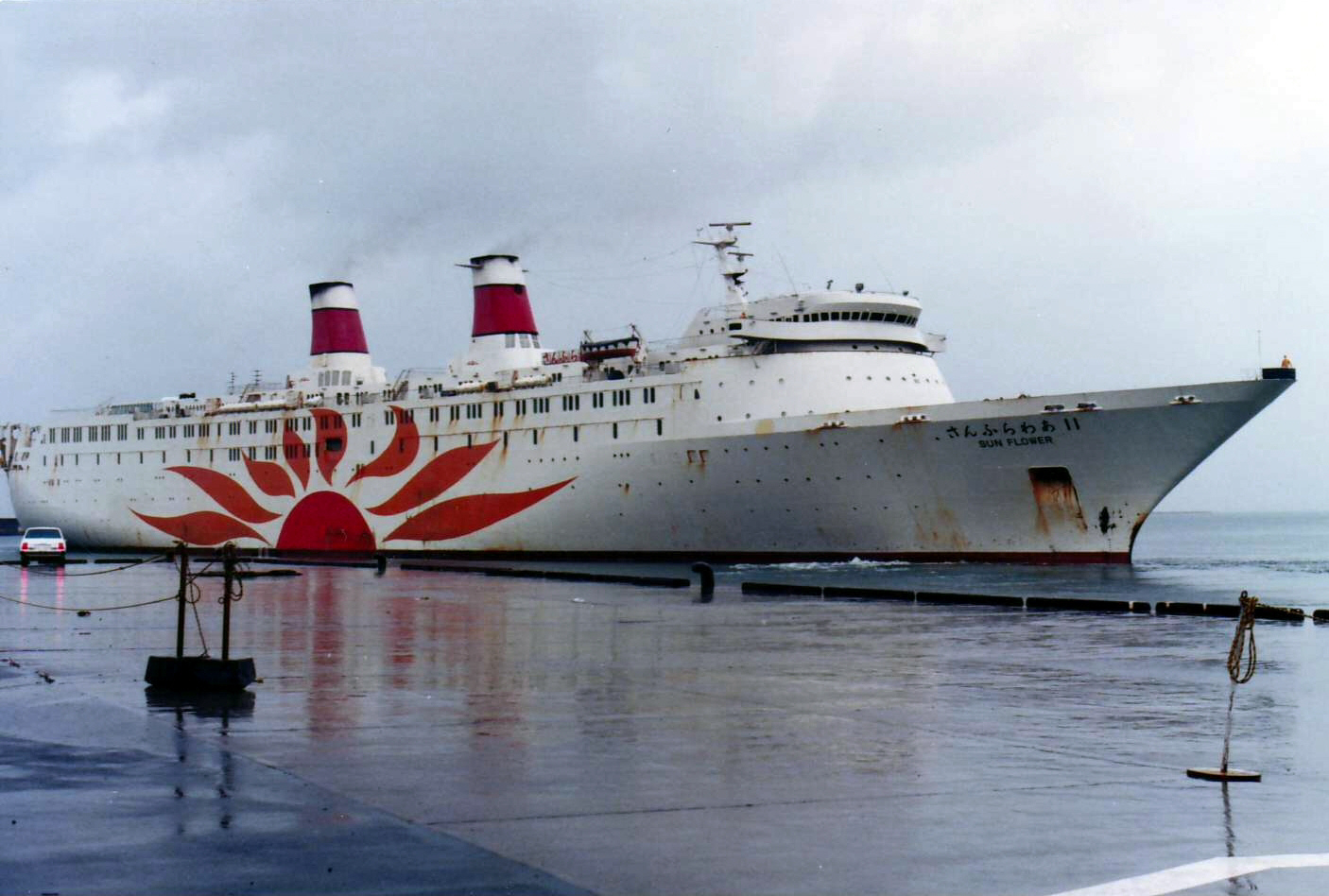
さんふらわあ11

  - 11,312総トン、全長185.0m、幅24.0m、深さ15.6m、連続最大出力26,080馬力、最大速力25.5ノット
  - 車両積載数10トントラック84台、乗用車208台、旅客定員1,124名、乗組員定員87名。川崎重工業神戸工場建造。
- さんふらわあ2
  - 12,112総トン、全長185.0m、幅24.0m、深さ15.6m、最大出力26,080馬力、最大速力25.5ノット
  - 車両積載数10トントラック84台、乗用車208台、旅客定員1,124名、乗組員定員87名。川崎重工業神戸工場建造。
- さんふらわあ5
  - 12,711総トン、全長185.0m、幅24.0m、最大速力25.5ノット
  - 車両積載数10トントラック84台、乗用車81台、旅客定員1,079名。来島どっく建造。
- さんふらわあ8
  - 12,759総トン、全長185.0m、幅24.0m、最大速力25.5ノット
  - 車両積載数10トントラック84台、乗用車81台、旅客定員1,079名。来島どっく建造。
- さんふらわあ11
  - 13,599総トン、全長195.8m、出力36,000馬力、最高速力26.9ノット
  - 車両搭載数8トントラック84台、乗用車191台、旅客定員1,218名。来島どっく建造。

## 運航していた航路
- 名古屋港 - 高知港（高知新港） - 鹿児島港（谷山港[10]）（980km）[6]
  - 所要時間29時間30分[6]。
  - 1972年2月1日就航[6]、1978年休止。
- 東京港 - 那智勝浦港（宇久井港） - 高知港（743km）[6]
  - 所要時間21時間20分[6]。東京 - 那智勝浦間下り13時間20分・上り13時間、那智勝浦 - 高知間下り7時間40分・上り7時間20分[11]。
  - 1973年3月21日就航[6]、当初東京 - 高知直行だったが翌年より那智勝浦に寄港、1990年1月に日本沿海フェリーに譲渡。
- 大阪港（南港） - 志布志港 - 鹿児島港（当初706km[6]、志布志寄港後739km[11]）[6]
  - 当初の所要時間は19時間10分[6]、志布志寄港後は約21時間[11]。
  - 1974年10月1日就航[6]、1977年より志布志に寄港、1986年より夏冬の多客期のみ鹿児島に寄港[10]、1990年11月ブルーハイウェイラインに譲渡。

## 登場作品
- 1973年 東京-那智勝浦-高知航路 映画「仮面ライダーV3対デストロン怪人」（東映）[12]
- 1974年 「ゴジラ対メカゴジラ」（東宝）[13]
- 1976年 東京-那智勝浦-高知航路 ドラマ「秘密戦隊ゴレンジャー」第59・60話
- 1976年 東京-那智勝浦-高知航路 映画「秘密戦隊ゴレンジャー 爆弾ハリケーン」（東映）
- 1979年 東京-那智勝浦-高知航路 映画「トラック野郎・故郷特急便」（東映）
- 1983年 東京-那智勝浦-高知航路 テレビドラマ「太陽にほえろ!」第556話「南国土佐・黒の推理」・第557話「南国土佐・黒の証明」（日本テレビ）高知ロケにおいて、船内や高知港のフェリーターミナルなどで撮影が行われた。